# دوغلاس دبليو. ألين
دوغلاس دبليو. ألين هو اقتصادي كندي، ولد في 15 أغسطس 1960.